# دفاع مدني

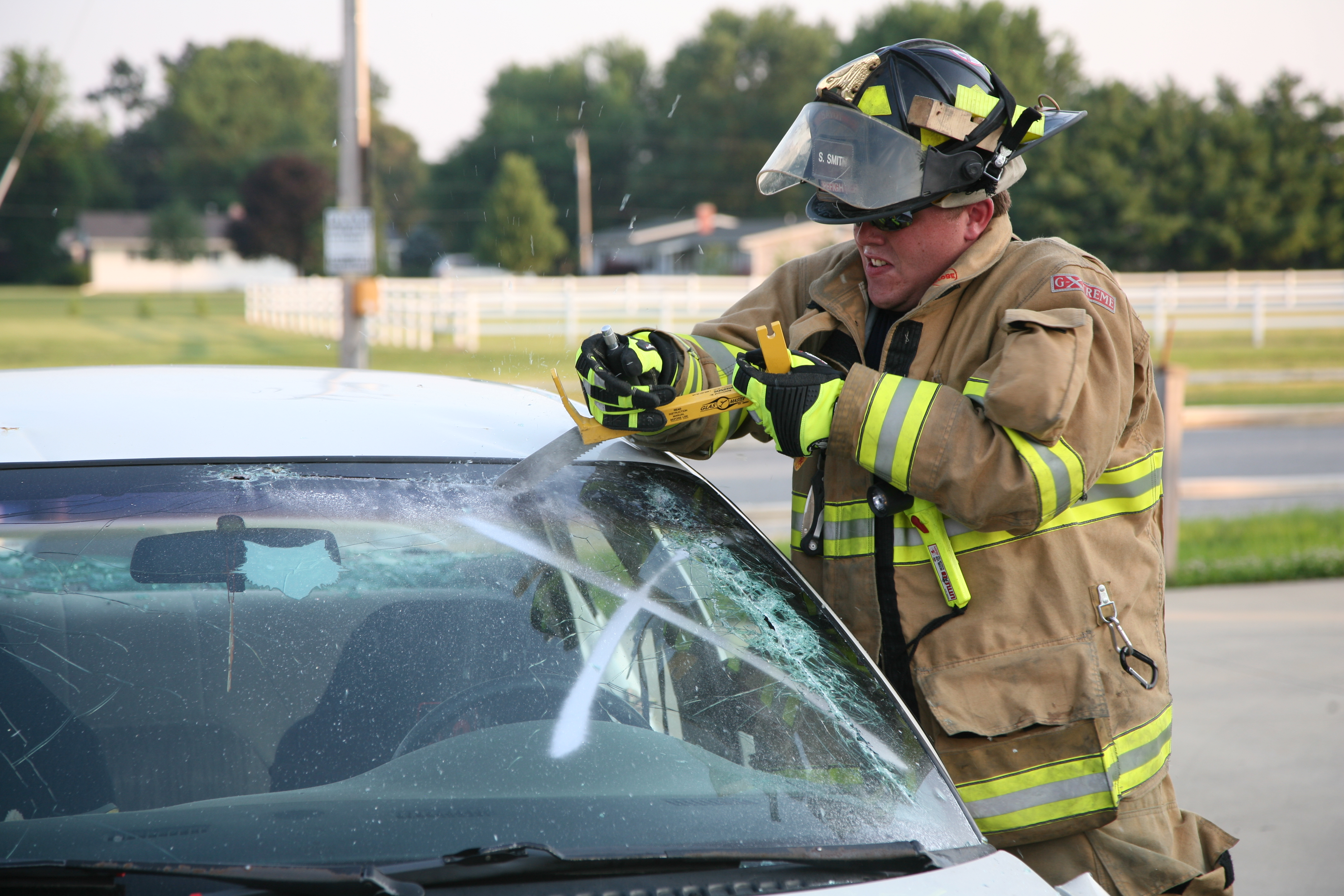
جهاز المطافئ تسند إليه مهام الإغاثة الطارئة، مثلا إخراج المحبوسين عند وقوع حوادث مرور

الشعار الدولي المميز للدفاع المدني

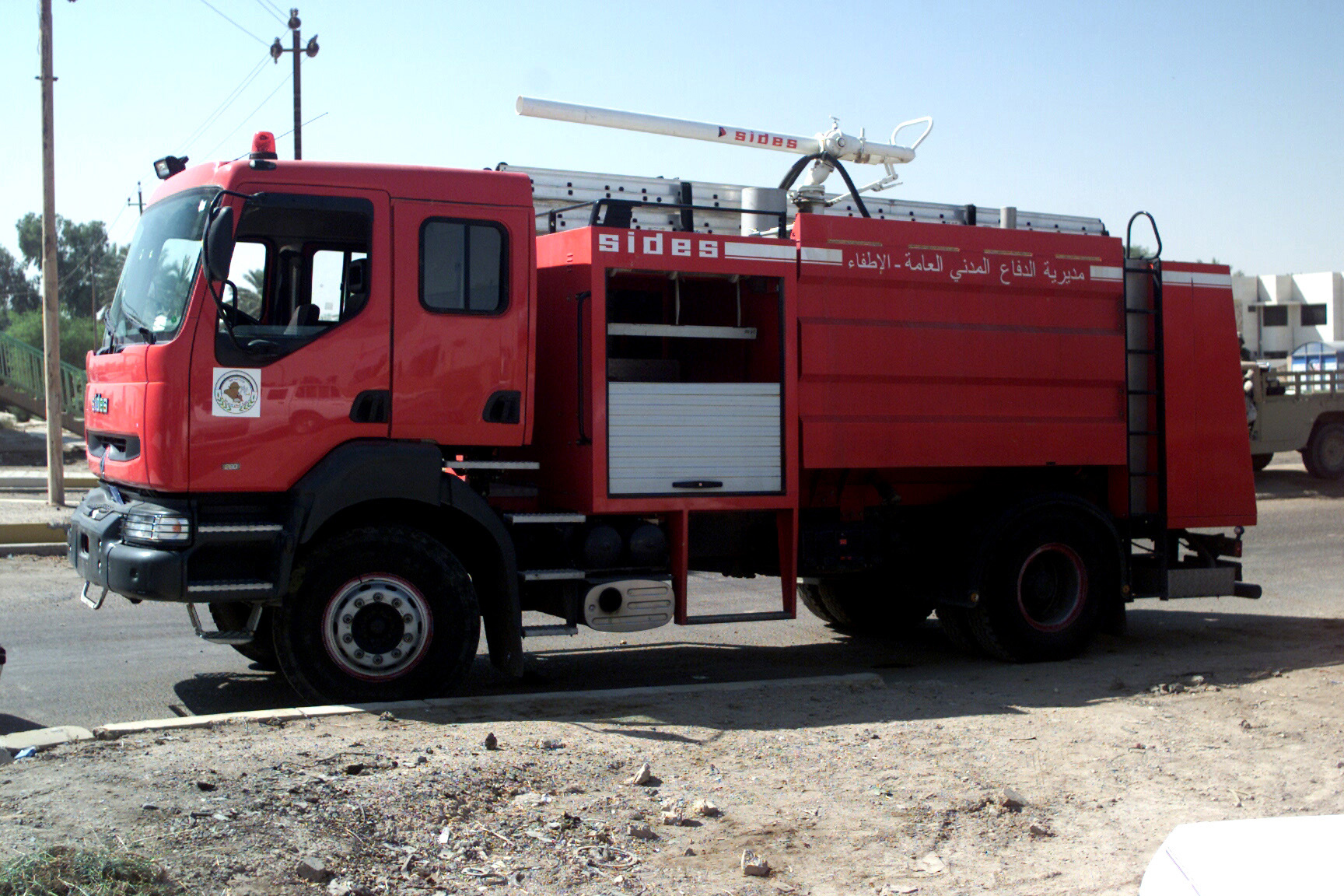
سيارة إطفاء تابعة للدفاع المدني العراقي

الدفاع المدني أو الحماية المدنية أو الوقاية المدنية جهاز يتولى مجموعة من الإجراءات والأعمال اللازمة لحماية السكان والممتلكات العامة والخاصة من أخطار الحريق والكوارث والحروب والحوادث المختلفة وإغاثة المنكوبين وتأمين سلامة المواصلات والاتصالات وسير العمل في المرافق العامة وحماية مصادر الثروة الوطنية في زمن السلم وحالات الحرب والطوارئ.

## سبب نشأة الحماية المدنية
أول مقايس للحماية المدنية في العالم كانت في ظل الامبراطورية الرومانية بعد حريق روما الشهير، ومن الحرائق التي تم تسجيلها في العالم، حريق لندن سنة 1666، موسكو 1812، سان فرانسيسكو 1906، لقد كان نشوء الحربين العالميتين 01و02 ، سببها في التفكير في وضع خطة عملية لمواجهة النتائج الوخيمة التي انجرت عن استعمال مختلف الاسلحة في الحرب، ففي هذه الفترة وضعت اولى المقاييس الخاصة بالدفاع المدني في حالة الحرب، وامتد هذا التاسيس في حالة السلم

## تاريخ
إن تاريخ إنشاء الحماية المدنية يعود إلى سنة 1931، حيث قام الطبيب الفرنسي ( جورج سان بول) بإنشاء جمعية مشارف جنيف واتخذ من باريس مقرا لها ومن هذه الجمعية انبثقت المنظمة الدولية للحماية المدنية. وكان الطبيب جورج سان بول من خلال الإشارة إلى مدينة جنيف مسقط رأس هنري دونان مؤسس حركة الصليب الأحمر، يرمي إلى إيجاد مناطق محايدة أو مدن مفتوحة وآمنة، يمكن للمدنيين اللجوء إليها في حالة الحروب والنزاعات.
وفي سنة 1935 اصدر مجلس النواب الفرنسي وبوازع من الجمعية (جمعية مشارف جنيف) قرارا يدعو فيه عصبة الأمم إلى دراسة السبل المؤيدة إلى إنشاء مواقع في كل دولة تكون بمأمن عن الأعمال العسكرية زمن النزعات، وذلك استنادا على اتفاقيات تعتمدها عصبة الأمم
ولقد تدخلت الجمعية لدى الأطراف المتحاربة إبان الحرب الأهلية الإسبانية وذلك سنة 1932 ، وكذلك عند نشوب النزاع الصيني الياباني في 1937.
وفي سنة 1949 ، أصدر المؤتمر الدبلوماسي انعقد في جنيف اتفاقية رابعة بعد الثلاث الأولى الخاصة بحماية المدنيين زمن النزاعات المسلحة.
وفي عام 1958 ، أصبحت المنظمة الدولية للحماية المدنية منظمة غير حكومية أي انتقلت من جمعية إلى منظمة غير حكومية
وفي سنة 1966 تم اعتماد دستور للمنظمة أين أصبحت المنظمة الدولية للحماية المدنية الغير حكومية كمنظمة بين الحكومات، ولقد صادق على هذا الدستور 18 دولة عظوا وفي الفاتح من مارس سنة 1972 دخل دستور المنظمة حيز التنفيذ وبدأ سريان العمل به من قبل الدول الأعضاء في المنظمة.

## هدف الحماية المدنية
وبما أن تأمين الحماية والمساعدة للسكان في مواجهة الكوارث والمخاطر مهمة تقع على عاتق الدولة، المتمثلة في مرافقها العمومية، والتي تشكل العمود الفقري لأعمال المرافق العمومية، فإنها مهمة تقع على الحماية المدنية التي تعد من بين المرافق العامة في الدولة فالحماية المدنية تعمل من اجل حماية الأرواح والممتلكات والبيئة وتهدف إلى توعية الأفراد بمهام الأجهزة الوطنية للحماية المدنية
من أهم مهام الحماية المدنية:
- دراسة القواعد والإجراءات الأمنية المطبقة في مجال الحماية المدنية ضد كل أخطار الحريق والفزع وما ينجر عنهما في مختلف أنواع المؤسسات الصناعية والمستقبلة للجمهور، ومراقبة تنفيذ ذلك.
- الوقاية من الأخطار الصناعية و التكنولوجية الكبرى.
- مكافحة حرائق الغابات والمحاصيل الزراعية.
- حماية الشواطئ و مناطق الاستجمام.
- الأمن الحضري من مختلف الحوادث (حرائق، انفجار، فيضانات،...الخ).
- الحوادث المنزلية بجميع أنواعها.
- حوادث الطرقات والسكك الحديدية.
- الإعلام و التحسيس لمختلف أنواع الحوادث.
- تنفيذ وتنسيق مخططات الإسعاف في حالة حدوث كوارث كبرى وما إلى ذلك.

## اليوم العالمي للحماية المدنية
في الجزائر، في تاريخ 18 ديسمبر 1990 تم تحديد واعتماد (الفاتح من مارس) من كل سنة يوما عالميا للحماية المدنية وذلك بناء على القرار رقم 08 للجمعية العامة التاسعة للمنظمة الدولية للحماية المدنية، باعتبار أن دخول دستور المنظمة حيز التنفيذ في هذا اليوم من عام 1972.

## أعمال الدفاع المدني وقت السلم
- تقديم الإغاثة للمتضررين في حالات الطوارئ.
- إعداد المتطوعين للقيام بأعمال الدفاع المدنى.
- تنظيم قواعد ووسائل السلامة والأمن الصناعي.
- مكافحة الحرائق وإطفائها وأعمال الإنقاذ والإسعاف.
- إنشاء غرف عمليات ومراكز الدفاع المدني ووضع المواصفات العامة للمخابئ والإشراف عليها لوقاية السكان.
- إحداث وإعداد تشكيلات الدفاع المدني من مختلف الاختصاصات وتجهيزها بالعتاد والوسائل اللازمة.
- تخزين مختلف المواد والتجهيزات اللازمة لاستمرار الحياة في حالات الحرب والطوارئ والكوارث.
- إعداد وتنفيذ ما يلزم من إجراءات تهدف إلى تحقيق السلامة وتجنب الكوارث وإزالة آثارها بما في ذلك تقديم الإعانات النقدية أو سواها.
- استخدام وسائل الإعلام لتحقيق أهداف الدفاع المدني.
- تنفيذ خطط الإخلاء والإيواء في حالات الطوارئ.

## أعمال الدفاع المدني وقت الحرب
- تنظيم قواعد ووسائل الإنذار من الأخطار والغارات الجوية.
- الوقاية من آثار الغارات الجوية والأسلحة التدميرية.
- تقييد الإضاءة.
- تقييد المرور.
- إخلاء الناس من مكان الخطر إلى مكان آمن.
- إقامة ورش توعية للتعامل مع المخاطر المحتملة نتيجة قصف الطيران أو التفجيرات.

## معرض صور

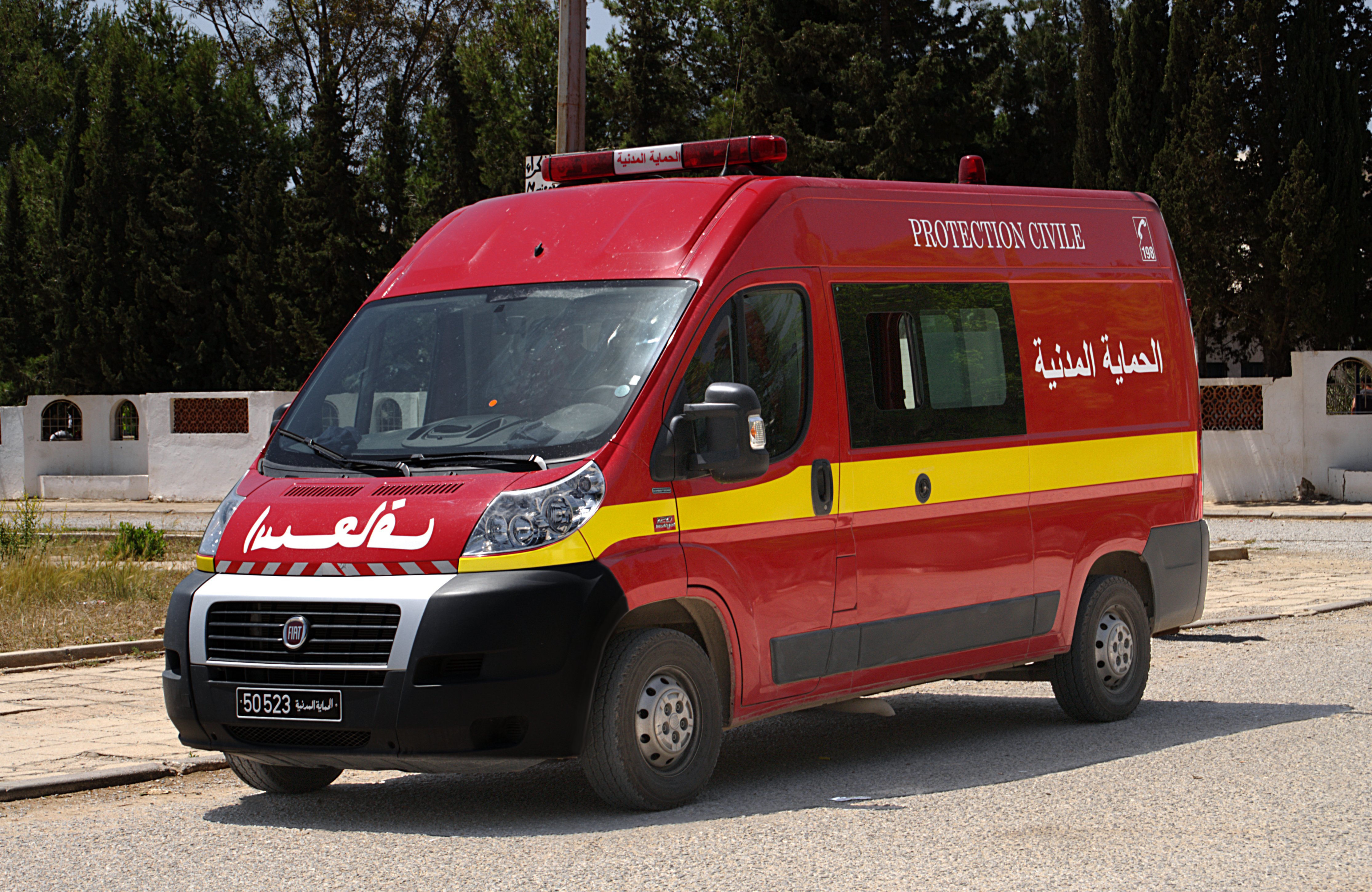
سيارة إسعاف تابعة للحماية المدنية التونسية
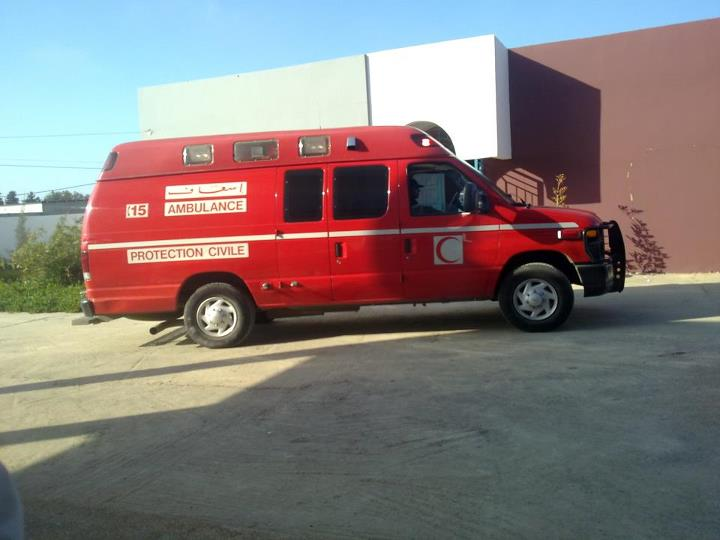
سيارة إسعاف تابعة للوقاية المدنية المغربية
سيارة إطفاء تابعة للحماية المدنية التونسية